# Powiat Kamakura
Powiat Kamakura (jap. 鎌倉郡 Kamakura-gun) – dawny powiat w Japonii, w prefekturze Kanagawa.

## Historia[1]

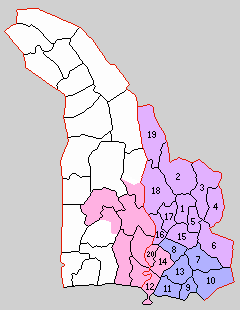
Powiat Kamakura (1–20 – 1889 r.)

W pierwszym roku okresu Meiji na terenie powiatu znajdowały się 4 miejscowości i 85 wiosek. Powiat został założony 18 listopada 1878 roku. 1 kwietnia 1889 roku powiat został podzielony na 2 miejscowości: Totsuka i Fujisawaōtomi oraz 18 wiosek: Nakagawa, Kawakami, Nagano, Toyoda, Hongō, Osaka, Tamanawa, Nishikamakura, Higashikamakura, 腰越津村, Kawaguchi, Fukasawa, Muraoka, Nagao, Matano, Fujimi, Nakawada i Seya.
- 7 lipca 1894 – w wyniku połączenia wiosek Nishikamakura i Higashikamakura powstała miejscowość Kamakura. (3 miejscowości, 16 wiosek)
- 11 maja 1897 – miejscowość Kamakura powiększyła się o część wioski Mutsuurashō (z powiatu Kuraki).
- 1 października 1907 – miejscowość Fujisawaōtomi została włączona w teren miejscowości Fujisawaōsaka (z powiatu Kōza). (2 miejscowości, 16 wiosek)
- 1 sierpnia 1915 – wioska Nagao została podzielona: wschodnia część połączyła się z wioską Toyoda, a zachodnia połączyła się z wioskami Matano i Fujimi tworząc wieś Taishō. (2 miejscowości, 13 wiosek)
- 1 stycznia 1931 – wioska 腰越津村 zdobyła status miejscowości i zmieniła nazwę na Koshigoe. (3 miejscowości, 12 wiosek)
- 11 lutego 1933 – wioska Osaka zdobyła status miejscowości i zmieniła nazwę na Ōfuna. (4 miejscowości, 11 wiosek)
- 1 kwietnia 1933: (5 miejscowości, 9 wiosek)
  - wioska Tamanawa została włączona w teren miejscowości Ōfuna.
  - wioska Kawaguchi zdobyła status miejscowości i zmieniła nazwę na Katase.
- 1 października 1936 – wioska Nagano została włączona do miasta Jokohama. Stała się częścią dzielnicy Naka. (5 miejscowości, 8 wiosek)
- 1 kwietnia 1939 – miejscowość Totsuka oraz wioski Nakagawa, Kawakami, Toyoda, Hongō, Seya i Taishō zostały włączone do miasta Jokohama, tworząc dzielnicę Totsuka. Założono oddział Totsuka w tym samym obszarze. (4 miejscowości, 2 wioski)
- 3 listopada 1939 – miejscowość Kamakura połączyła się z miejscowością Koshigoe i zdobyła status miasta. (2 miejscowości, 2 wioski)
- 1 czerwca 1941 – wioska Muraoka została włączona do miasta Fujisawa. (2 miejscowości, 1 wioska)
- 1 kwietnia 1947 – miejscowość Katase została włączona do miasta Fujisawa. (1 miejscowość, 1 wioska)
- 1 stycznia 1948 – wioska Fukasawa została włączona do miasta Kamakura. (1 miejscowość)
- 1 czerwca 1948 – miejscowość Ōfuna została włączona do miasta Kamakura.  W wyniku tego połączenia powiat Kamakura został rozwiązany.